# Tom Doorley
Tom Doorley (Glenageary (County Dublin), 1972) is een Ierse folkmuzikant.
Hij speelt fluit, tin-whistle en is achtergrondzanger bij de bekende Ierse folkband Danú, waar hij in 1996 begonnen is. Hij heeft les gehad van Vincent Broderick en zijn manier van spelen werd beïnvloed door de fluitspelers Séamus Mac Mathúna en Matt Molloy. 

## Discografie
- Danú - 1997
- Think before you think - 1999
- All things considered - 2000
- The road less traveled - 2003
- Up in the air - 2003
- When all is said and done - 2004
- One night stand - 2004

- Bibsys: 1460961539152
- MusicBrainz: 45f7f8f4-60a2-4d23-8246-e793dab3b656
- Virtual International Authority File: 4689149368843285980009